# Євдокія Олельківна

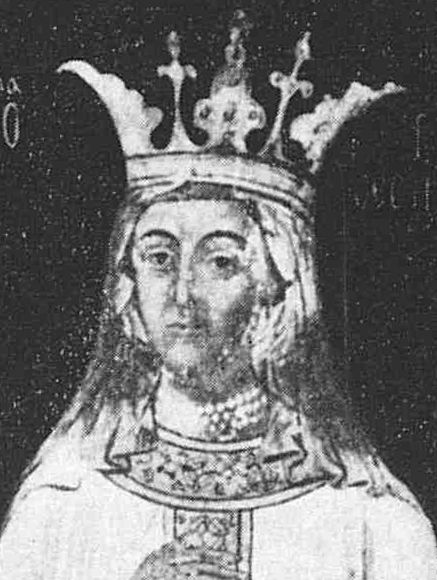
Фреска з монастиря Побрата

Євдокія, чи пак Овдотія (рум. Evdochia Olelkovici; нар. 144? — пом. 25 листопада 1467) — донька київського князя Олелька Володимировича од Анастасії Василівни. Перша дружина молдавського господаря Штефана III Богдановича.  

## Життєпис
Із боку матері вона доводилась правнучкою Вітовта, великого князя литовського та руського, й онукою великого князя московського Василія Дмитровича. По отчеській лінії припадала стриєчною небогою польському королю Казимиру IV Ягеллончику і племінницею Іванові III.  
Весілля з завидною нареченою, чий брат Семен якраз перебував на вершині своєї могутності, постаючи у молдавських літописах царем київським, відбулося 5 липня 1463 року. В шлюбі родились донька Олена (наприкінці 1465, як міркує історик Михайло Чобану), а також, — за твердженням дослідника Джонатана Іґлза (англ. Jonathan Eagles) — сини Богдан і Петро. Обоє померли зовсім юними: 26 червня 1479 й 21 листопада 1480 відповідно. Їх поховали поряд в Путнянській обителі, закладеній самим господарем.
9 липня 1466 року Штефан зробив щедрі даяння монастирю Побрата, зокрема «за душу и за здравие кнегины господства ми Ѡвдотїа», а 27 липня вніс пожертву монастирю Хіландар на горі Афон, просячи ченців молитись за рідних: жінку і двох зазначених у проханні дітей, Олену та Олександра. Раніше історики вважали останнього — первенця молдавського властеля та пізнішого його співправителя — сином київської князівни, одначе, більш ймовірно, що його матір'ю була наложниця Маруша (Маріка). Відомо, що Олександр брав участь в жорстокій битві 1476 року з османами, на мить якої був явно старший 12 літ, ніж очікувалось, якби народився у шлюбі.   
Штефан володів руською мовою і, певно, саме нею розмовляв з жінкою, отож не дивно, що її ім'я в офіруванні монастирю Побрата передане в українській вимові. 
Померла Євдокія, либонь, внаслідок пологів або ж хвороби, коли чоловік відбивав саме вторгнення угорського короля Матяша Корвіна. Вістка о смерті дружини, схоже, застала воєводу напередодні битви при Баї.  
Господарівну поховали в сучавському кафедральному соборі св. Георгія, також знаному як «Міреуці» (рум. Mirăuți). Фрагменти ж надгробної плити Олельківни у 1996 р. знайшов румунський археолог Мірча Матей.  
15 лютого 1469 молдавський правитель дарував вищеназваному храму пасіку Баликову зі 100 вуликами неподалік м. Ясси, куплену за 110 золотих в Никора Сербескула (Nikore Serbeskul), виноградник і рибний ставок, а також угодив з митрополитом Теоктистом щотижневе поминання душі Євдокії (парастас по понеділкам й літургія — по вівторкам). Грамота від 12 березня 1488 р. лише підтверджує це надання.